# Башкене, Рима
Рима Башкене (лит. Rima Baškienė; род. 25 октября 1960, Kentriai, Кельмеский район) — литовский политический и государственный деятель, депутат (с 2004) и первый заместитель председателя (2016—2020) Сейма Литовской Республики.

## Биография
Родилась 25 октября 1960 года в Кентриае, Литовская ССР, СССР. 
В 1978 году окончила местную среднюю школу №1, а затем поступила в Каунасский технологический университет, который окончила в 1983 году с дипломом инженера-технолога.
После окончания обучения она работала в исполнительном комитете Шяуляйского района, а затем стала инструктором местного отделения Профсоюза работников сельского хозяйства. Позднее она заняла пост помощника депутата Расунаса Карбаускиса.
В 1996 году она вступила в политическую партию Союз крестьян и зелёных Литвы, от которой в 2000 году была избрана в муниципальный совет Шяуляйского района, а позже стала заместителем главы города. На парламентских выборах 2004 года она была избрана в Сейм Литовской Республики, где вошла в комитет по социальным вопросам и труду, а также в комитет по вопросам образования, науки и культуры.
9 ноября 2016 года было объявлено о выдвижении Башкене должность первого заместителя председателя Сейма, а 15 ноября 2016 года она официально вступила в должность. Башкене находилась на посту до 13 ноября 2020 года.
В начале 2022 года она присоединилась к политической партии Демократический союз «Во имя Литвы».

## Личная жизнь
Башкене замужем за Раймондасом Башкисом, с которым у неё есть двое детей. Она говорит на литовском, немецком и русском языках.